# حراك مباشر
الحراك المباشر (بالإنجليزية: Direct Action)‏ نشأ بكونه مصطلحًا نَشِطًا سياسيًا خاصًا بالإجراءات الاقتصادية والسياسية التي يستخدم فيها الممثلون سلطتهم (على سبيل المثال، اقتصادية أو مادية) للوصول مباشرة إلى أهداف ومصالح معينة، على عكس تلك الإجراءات التي تطالب الآخرين -(مثل السلطات)، على سبيل المثال- بالكشف عن مشكلة قائمة، أو استخدام العنف المادي، أو تسليط الضوء على حل بديل، أو إظهار حل ممكن.
يمكن أن تشمل إجراءات الحراك المباشر وإجراءات مُطالَبَة الآخرين، الأنشطة السلمية والعنيفة التي تستهدف الأشخاص أو الجماعات أو الممتلكات التي تعتبر مسيئة للمشاركين ضمن هذا الحراك. تنطوي أمثلة الحراك المباشر اللاعنفي (المعروف أيضًا باسم اللاعنف، أو المقاومة السلمية، أو المقاومة المدنية) على الاعتصامات (العرقلة)، والإضرابات وإدارة العمال الذاتية، وإغلاق الشوارع  والاختراقات (هاكتفيزم)، في حين قد يشتمل الحراك المباشر العنيف على العنف السياسي أو الاعتداءات. تُعتبر التكتيكات -مثل التخريب وتدمير الممتلكات- عنيفة في بعض الأحيان.
على النقيض من ذلك، لا توصف السياسة الانتخابية والدبلوماسية والتفاوض والاحتجاجات والتحكيم عادةً على أنها إجراء حراك مباشر، إذ إنها لا تتم بوساطة سياسية. تكون الأعمال اللاعنفية في بعض الأحيان شكلاً من أشكال العصيان المدني، وقد تتضمن درجة من انتهاك القانون المُتعّمد، إذ يُعرّض الأشخاص أنفسهم لمواقف تستوجب التوقيف والاحتجاز بهدف الإدلاء ببيان سياسي، ولكن النشاطات الأخرى -مثل الإضرابات- قد لا تنتهك القانون الجنائي.
يتمثل الهدف من الحراك المباشر إما بعرقلة وكيل سياسي أو منظمة سياسية عن أداء بعض الممارسات التي يعترض عليها النشطاء، أو بحل المشكلات الملموسة التي لا تتعامل معها المؤسسات المجتمعية التقليدية (الحكومات أو المنظمات الدينية أو النقابات العمالية) بما يرضي المشاركين بالحراك المباشر.
لطالما كان الحراك المباشر اللاعنفي سمة ثابتة حازمة للتكتيكات التي تتّبعها الحركات الاجتماعية، بما في ذلك حركة الاستقلال الهندية بقيادة مهاتما غاندي وحركة الحقوق المدنية.

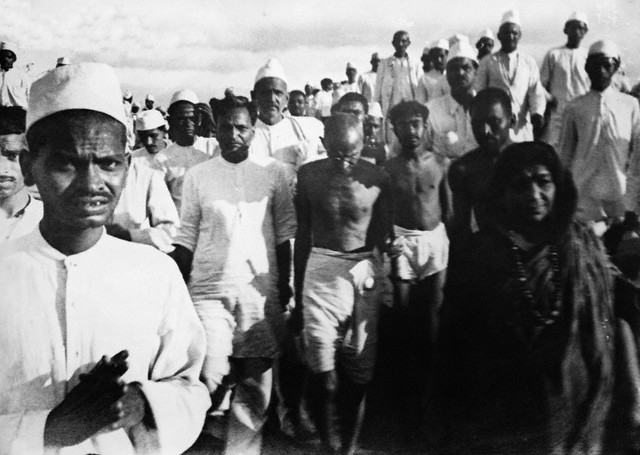

## خلفية تاريخية
وُجِدت تكتيكات الحراك المباشر منذ وجود الصراعات، لكن من غير المعروف تاريخ ظهور المصطلح للمرة الأولى. ذكرت النقابة الراديكالية للعمال الصناعيين في العالم مصطلح «الحراك المباشر» لأول مرة ضمن منشور في إشارة إلى إضراب في شيكاغو جرى في عام 1910. تتضمن مجموعة ممارسي الحراك المباشر التاريخيين المعروفين، حركة الحقوق المدنية الأمريكية، وحركة العدالة العالمية، وحركة حق المرأة بالتصويت، وحركة مجتمع الميم (LGBT) وغيرهم من حركات حقوق الإنسان (مثال حركة «أكت أب» أو ائتلاف الإيدز لإطلاق العنان للقوة)؛ والثوري تشي جيفارا، وبعض مجموعات حماية البيئة.
كتبت الأمريكية اللاسلطوية (الأناركية) فولتارين دو كلير مقالًا بعنوان «الحراك المباشر» في عام 1912 يُستشهد به على نطاق واسع في أيامنا هذه. في هذا المقال، تنوّه دو كلير إلى أمثلة تاريخية مثل حادثة حفلة شاي بوسطن والحركة الأمريكية المناهضة للعبودية، مشيرةً إلى أن «الحراك المباشر لطالما كان قيد الاستخدام بتأييد تاريخي من قبل الأشخاص ذاتهم الذين يستهجنونه الآن».
في كتاب «الحراك المباشر» عام 1920، وضع ويليام ميلور مفهوم الحراك المباشر بشكل حازم ضمن الصراع بين العامل وصاحب العمل بهدف السيطرة «على الحياة الاقتصادية للمجتمع». عرّف ميلور الحراك المباشر بأنه «استخدام شكل من أشكال القوة الاقتصادية لتأمين الغايات المرجوة من قبل أولئك الذين يمتلكون هذه القوة». اعتبر ميلور الحراك المباشر أداة للمالكين والعمال على حد سواء ولهذا السبب، فقد أدرج ضمن تعريفه الخاص تعليق عمل الموظفين (لاك آوتس) واتفاقيات الكارتل، والإضرابات العمالية وأعمال التخريب. مع ذلك، بحلول هذا الوقت قدمت الأناركية والنسوية الأمريكية فولتارين دو كلير دفاعًا قويًا عن الحراك المباشر، وربطته بالكفاح من أجل الحقوق المدنية:
كان «جيش الخلاص»، الذي بدأه رجل نبيل يدعى «ويليام بوث» يمارس بقوة الحراك المباشر عن طريق الحفاظ على حرية أعضائه في التحدث والتجمع والصلاة. اعتُقِلوا وغُرِّموا وسُجِنوا مرارًا وتكرارًا. حتى أجبروا مضطهديهم في نهاية المطاف على تركهم وشأنهم.
  — دو كلير، غير مُؤرَّخ
شعر مارتن لوثر كينغ بأن الهدف من الحراك المباشر اللاعنفي هو «خلق مثل هذه الأزمة وتعزيز هكذا توتر» للمطالبة بالرد. عزز فن الخطابة البليغ لمارتن لوثر كينغ وجيمس بيفيل ومهاتما غاندي العملَ الثوري المباشر اللاعنفي بصفته وسيلة للتغيير الاجتماعي. تأثر غاندي وبيفيل بشدة بكتاب ليو تولسيتوي «مملكة الرب بداخلك» الذي يُعتبر نصًا كلاسيكيًا يعزز المقاومة السلمية إيديولوجيًا.
بحلول منتصف القرن العشرين، توسّع ميدان الحراك المباشر دون شك، على الرغم من أن معنى المصطلح ربما قد تقلص. تدعي العديد من حملات التغيير الاجتماعي -مثل تلك التي تسعى إلى الاقتراع، وتحسين ظروف العمل، والحقوق المدنية، وحقوق الإجهاض أو وضع حد للإجهاض، وإنهاء عملية الاستطباق، وحماية البيئة- أنها تطبق على الأقل بعض أنواع الحراك المباشر العنيف أو اللاعنفي.
لجأت بعض أقسام الحركة المناهضة للأسلحة النووية  للحراك المباشر، خاصة خلال الثمانينيات. استخدمت الجماعات التي تعارض إدخال صواريخ كروز إلى المملكة المتحدة تكتيكات مثل اقتحام القواعد الجوية للولايات المتحدة واحتلالها، وإغلاق الطرق لمنع حركة القوافل العسكرية، وتعطيل المشاريع العسكرية. في الولايات المتحدة، عارضت الاحتجاجات الجماهيرية الطاقة النووية والأسلحة والتدخل العسكري طوال العقد، ما قاد إلى الآلاف من الاعتقالات. أقامت العديد من المجموعات أيضًا «امعسكرات سلام» شبه دائمة خارج القواعد الجوية مثل مولسورث غرينهام كومون، وفي موقع نيفادا للاختبارات العسكرية.
استخدمت منظمات الحركات البيئية مثل منظمة السلام الأخضر الحراك المباشر لسنين عديدة في محاولة للضغط على الحكومات والشركات لتغيير السياسات البيئية. في 28 أبريل 2009، استخدم نشطاء السلام الأخضر، بمن فيهم فيل رادفورد، آلة رافعة للاحتجاج في الشارع المقابل لوزارة الخارجية، داعين قادة العالم إلى معالجة تغير المناخ. بعد ذلك بوقت قصير، ألقى نشطاء السلام الأخضر لافتة قبالة جبل. رشمور، ليضعوا وجه الرئيس أوباما بجانب الرؤساء التاريخيين الآخرين، وكُتب عليها «التاريخ يكرم القادة. أوقفوا الاحتباس الحراري». بصورة شاملة، اعتُقل أكثر من 2600 شخص أثناء احتجاجهم على سياسة الطاقة والقضايا الصحية المرتبطة بها في ظل إدارة باراك أوباما.
في عام 2009، أغلق مئات الأشخاص أبواب محطة توليد الكهرباء التي تعمل بالفحم والتي تغذي مبنى الكونغرس الأمريكي بالطاقة، وأتى ذلك عقب مؤتمر «باور شيفت» في واشنطن العاصمة. كان من بين الحاضرين في احتجاج كابيتول للعمل المناخي بيل ماكيبين، وتيري تيمبيست ويليامز، وفيل رادفورد، ووندل بيري، وروبرت كينيدي جونيور، وجودي بوندز والعديد من الشخصيات البارزة في حركة العدالة المناخية.